# 코노트

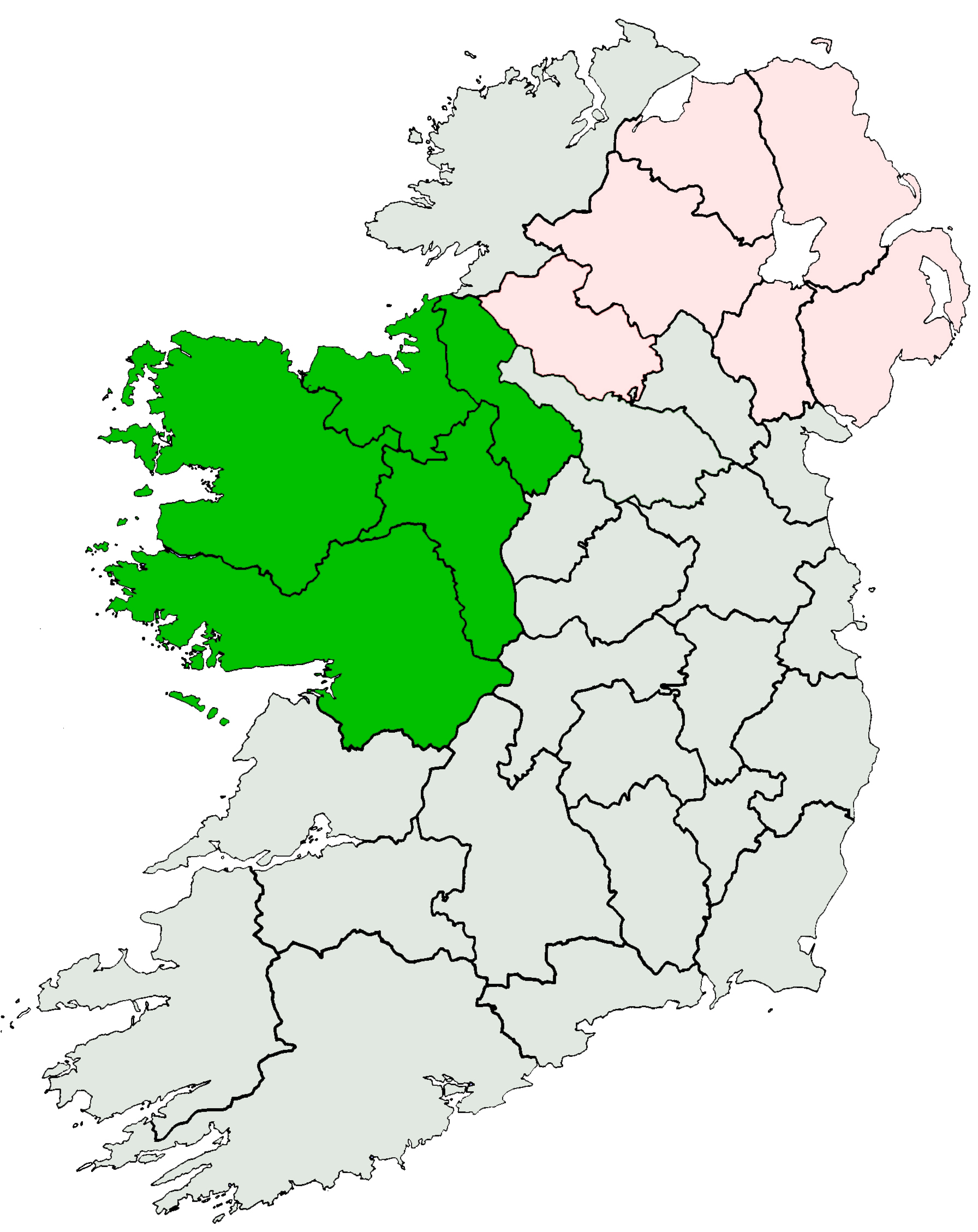
코노트의 위치

코노트(아일랜드어: Connachta IPA: [ˈkʊn̪ˠəxt̪ˠə], 아일랜드어: Cúige Chonnacht 쿠게 코나흐트 IPA: [ˌkuːɟə ˈxʊn̪ˠəxt̪ˠ]; 영어: Connacht, Connaught [ˈkɒnəkt][*] /ˈkɒnɔːt, ˈkɒnə(x)t/)는 아일랜드의 지방 중 하나이다.
코노트는 서쪽에 있는 아일랜드의 4개 주 중 하나이다. 9세기까지 여러 독립된 주요 게일 왕국(Uí Fiachrach, Uí Briúin, Uí Maine, Conmhaícne 및 Delbhna)으로 구성되었다.
코노트의 인구는 1841년에 1,418,859명이었다. 그 후 1840년대에 대기근이 발생하여 120년 동안 400,000명 미만으로 감소하기 시작했다. 2022년 인구 조사의 예비 결과에 따르면 이 지방의 인구는 590,000명 미만이다.
영국의 문화 제국주의는 아일랜드 서부에서 약했고 오늘날 코노트는 아일랜드 4개 주 중에서 아일랜드어 사용자가 가장 많다. 현재 코노트에서 자신을 아일랜드어 사용자라고 생각하는 사람의 총 비율은 39.8%(202,000명 이상)이다.

## 아일랜드어
아일랜드어는 메이요 주와 골웨이 주의 게일타흐트 지역에서 사용되며, 가장 큰 지역은 골웨이 주 서쪽이다. 골웨이 게일타흐트는 아일랜드에서 가장 큰 아일랜드어 사용 지역으로, 코이스 파라게, 코네마라 일부 지역, 코나마라 테아스, 아란 제도, 두이체 셰오이게흐(조이스 카운티), 그리고 골웨이 시 게일타흐트를 포함한다. 메이요 주의 아일랜드어 사용 지역은 이오라스, 아카일, 그리고 투르마케아디이다.
2016년 인구 조사에 따르면, 골웨이 주 게일타흐트 지역에서는 9,455명이 교육 시스템 밖에서 매일 아일랜드어를 사용한다.
이 주에는 202,667명의 아일랜드어 사용자가 있으며, 골웨이에는 84,000명 이상, 메이요에는 55,000명 이상이 있다. 또한 게일타흐트 밖에 있는 18개의 게일스코일렌나(아일랜드어 초등학교)와 3개의 게일콜라이스테(아일랜드어 중등학교)에 다니는 학생은 4,265명이다. 이 지역의 7~10%는 게일타흐트 출신의 아일랜드 원어민이거나 아일랜드어 매체 교육을 받고 있거나 더 이상 게일타흐트 지역에 살지 않지만 여전히 이 지역에 살고 있는 아일랜드 원어민이다.

## 같이 보기
- 그라너 니 말러
- 코나크타
- 아일랜드어
- 듀오링고